# Les Carnets du major Thompson
Pour plus de détails, voir Fiche technique et Distribution.
Les Carnets du major Thompson est un film français réalisé par Preston Sturges, sorti en 1955, d'après les chroniques humoristiques homonymes de Pierre Daninos.

## Synopsis
Que se passe-t-il lorsqu’une charmante Française comme Martine se met en tête d'épouser un Anglais grand teint, ancien officier de l'armée des Indes, le digne et guindé Major Marmaduke Thompson ? Des frictions, comme de juste ! Le choc des cultures est tel que l'irritation du mari, contraint de vivre en France, va croissant. L'éditeur du Major, Fusillard, lui propose alors de rapporter dans un carnet tous les sujets de discorde qui les opposent, sa femme et lui. Le contenu du carnet grossit, grossit, d'autant qu'un enfant est né et qu'il est confié aux soins d'une gouvernante britannique.

## Fiche technique
- Titre : Les Carnets du Major Thompson
- Réalisation : Preston Sturges, assisté de Pierre Kast
- Scénario : Preston Sturges, et Pierre Daninos d'après l'ouvrage de Pierre Daninos, Les Carnets du Major Thompson. Découverte de la France et des Français, avec des illustrations de Walter Goetz, Paris, Hachette, 1954, 244 p.
- Décors : Serge Piménoff et Robert André
- Costumes : Pierre Balmain et Suzanne Pinoteau
- Photographie : Christian Matras et Maurice Barry
- Cadreur : Alain Douarinou
- Photographe de plateau : Marcel Dolé
- Son : Jean Rieul
- Scripte : Sylvette Baudrot
- Montage : Raymond Lamy
- Musique : Georges Van Parys
- Maquillage : Jean-Jacques Chanteau, Maguy Vernadet, Alexandre Ranesky
- Coiffure : Jean Lalaurette
- Production : Alain Poiré, Paul Wagner
- Société de production et de distribution : Gaumont
- Pays d'origine :  France
- Format : Couleurs - 35 mm - 1,37:1 - Mono
- Genre : Comédie
- Durée : 105 minutes
- Date de sortie : 
  - France : 9 décembre 1955

## Distribution
- Jack Buchanan : le major Marmaduke Thompson
- Martine Carol : Martine Thompson
- Noël-Noël : M. Taupin
- André Luguet : M. Fusillard
- Geneviève Brunet : Ursula Thompson, la première femme du Major
- Totti Truman Taylor Miss ffyth, la gouvernante
- Paulette Dubost : Mme Taupin
- Madeleine Barbulée : la femme de chambre
- Gina Manès : la ventouseuse
- Gaston Orbal : le passager du train
- Louisette Rousseau : la cuisinière
- Charles Bayard
- Robert Balpo
- Henri Coutet
- Lucien Frégis
- Palmyre Levasseur
- Yette Lucas
- Nina Myral
- Maurice Régamey
- Roger Vincent
- René Worms
- Jean Yanne (figuration)
- Katy Vail : Sylvette
- François de Breteuil : Marc
- Catherine Boyl
- Marguerite Bour

## Accueil
Contrairement au film précédent, celui-ci a eu du succès en salle avec plus 2 millions d'entrées en France.